# Rémering
Rémering – miejscowość i gmina we Francji, w regionie Grand Est, w departamencie Mozela.
Według danych na rok 1990 gminę zamieszkiwało 481 osób, a gęstość zaludnienia wynosiła 97 osób/km² (wśród 2335 gmin Lotaryngii Rémering plasuje się na 603. miejscu pod względem liczby ludności, natomiast pod względem powierzchni na miejscu 1013.).